# Cine Ceará
Cine Ceará é um festival de cinema do Brasil, realizado anualmente em Fortaleza, no estado do Ceará, que surgiu como Festival Vídeo Mostra Fortaleza no ano de 1991. Organizado pelos cearenses Eusélio Oliviera e Francis Vale, desde sua 16ª edição, em 2006, inclui não apenas produções brasileiras, mas também filmes de origem Ibero-Americana, ou seja, além do Brasil, de toda América Latina, Espanha e Portugal  - donde sua designação oficial, "Festival Ibero-Americano de Cinema". O troféu e símbolo máximo do festival e da cidade de Fortaleza é o Mucuripe. 
Além disso, conta com uma mostra competitiva de curtas-metragens nacionais e um conjunto de mostras e eventos paralelos envolvendo cinema, dirigidos aos mais variados públicos. Acontecem também encontros de realizadores e produtores, palestras, seminários internacionais, lançamentos de publicações e filmes, entre outras muitas atividades. O acesso ao evento é gratuito.

## História

Design do troféu entregue pelo festival.

O cineasta Wolney Oliveira, filho de Eusélio Oliveira, é o diretor executivo do evento. O festival premia, com o Troféu Mucuripe, as diversas categorias da Mostra Competitiva Iberoamericana de longas-metragens: melhor filme iberoamericano — que recebe também 20 mil reais (valor de 2021) —, melhor direção, fotografia, edição, roteiro, som, trilha sonora original, direção de arte, interpretação principal e coadjuvante. Na Mostra Brasileira de Curtas-metragens recebem o Troféu Mucuripe o melhor curta, melhor direção, fotografia, edição, roteiro, som e direção de arte.
O nome de outro troféu que outorga Cine Ceará a personalidades do cinema e a cultura, o troféu Eusélio Oliveira, é uma homenagem ao grande entusiasta do cinema, fundador da hoje Casa Amarela Eusélio Oliveira da Universidade Federal do Ceará, instituição que ministra cursos de cinema, vídeo e fotografia, e acolhe o Núcleo de Cinema de Animação, o NUCA. A Casa Amarela conta também com o Cine Benjamim Abrahão e que oferece uma programação diferenciada, tendo como foco principal o público universitário.[carece de fontes?]

## Categorias

### Mostra Competitiva Ibero-Americana de Longa-metragem
- Melhor Filme
- Melhor Diretor
- Melhor Atuação Feminina (2001-2022)
- Melhor Atuação Masculina (2001-2022)
- Melhor Atuação Principal (2023-presente)[nota 1]
- Melhor Atuação Coadjuvante (2023-presente)
- Melhor Atriz/Ator Coadjuvante (apenas em 2005)
- Melhor Roteiro
- Melhor Montagem
- Melhor Fotografia
- Melhor Trilha Musical
- Melhor Direção de Arte
- Melhor Som
- Prêmio da Crítica - ABRACCINE

### Mostra Competitiva Brasileira de Curta-metragem
- Melhor Curta-metragem
- Melhor Direção
- Melhor Roteiro
- Prêmio da Crítica - ABRACCINE
- Prêmio Canal Brasil de Curtas - Melhor Filme
- Troféu Samburá - Melhor Curta-metragem
- Troféu Samburá - Melhor Direção

### Mostra Olhar do Ceará
- Melhor Longa-metragem
- Melhor Curta-metragem
- Prêmio Unifor de Cinema